# Hòa Bình (stad)
Hòa Bình is een stad in Vietnam en is de hoofdplaats van de provincie Hòa Bình. Hòa Bình telt naar schatting 113.000 inwoners.

## Administratieve eenheden
De stad Hòa Bình bestaat uit vijftien administratieve eenheden. Er zijn acht phườngs en zeven xã's
- Phường Chăm Mát
- Phường Đồng Tiến
- Phường Hữu Nghị
- Phường Phương Lâm
- Phường Tân Hòa
- Phường Tân Thịnh
- Phường Thái Bình
- Phường Thịnh Lang
- Xã Dân Chủ
- Xã Hoà Bình
- Xã Sủ Ngòi
- Xã Thái Thịnh
- Xã Thống Nhất
- Xã Trung Minh
- Xã Yên Mông